# Nécropole nationale de Rancourt
Pour un article plus général, voir Sites funéraires et mémoriels de la Première Guerre mondiale (Front Ouest).
La nécropole nationale de Rancourt est un cimetière militaire français de la Première Guerre mondiale situé sur le territoire des communes de Bouchavesnes-Bergen et de Rancourt dans le département de la Somme.

## Localisation
La nécropole nationale de Rancourt est située dans l'est du département de la Somme au bord de la route départementale 917 reliant Péronne à Bapaume (Pas-de-Calais).

## Historique
Pendant la bataille de la Somme, la prise du village de Rancourt était d'une importance capitale pour les Alliés car elle constituait la rupture du principal lien de communication allemand sur la route Bapaume-Péronne. Ce fut la mission confiée au 32e Corps d’Armée français le 25 septembre 1916.
La création du cimetière de Rancourt est due à une initiative privée. En juillet 1917, Madame du Bos (née Mathilde Johnston), originaire de La Nouvelle-Orléans, décida d’honorer la mémoire de son fils, Jean du Bos, lieutenant du 94e Régiment d’Infanterie, tombé à Rancourt, le 25 septembre 1916 à l’âge de 26 ans.
Un comité des veuves, mères et sœurs d’officiers, sous-officiers et soldats du 94e R.I. fut créé. Ce comité décida d’ériger un monument commémoratif à la mémoire des soldats français morts lors de l’attaque de Rancourt.
Pour honorer la mémoire des soldats morts sans sépulture, le comité proposa de financer la reconstruction de l’église du village totalement détruit. Une souscription publique aux États-Unis rapporta 25 000 dollars soit 125 000 francs de l’époque.
En 1919, après le décès de Madame du Bos, ce fut la maréchale Foch qui présida le comité. C'est elle qui inaugura le monument, le 22 octobre 1923.

## Caractéristiques

### La nécropole nationale

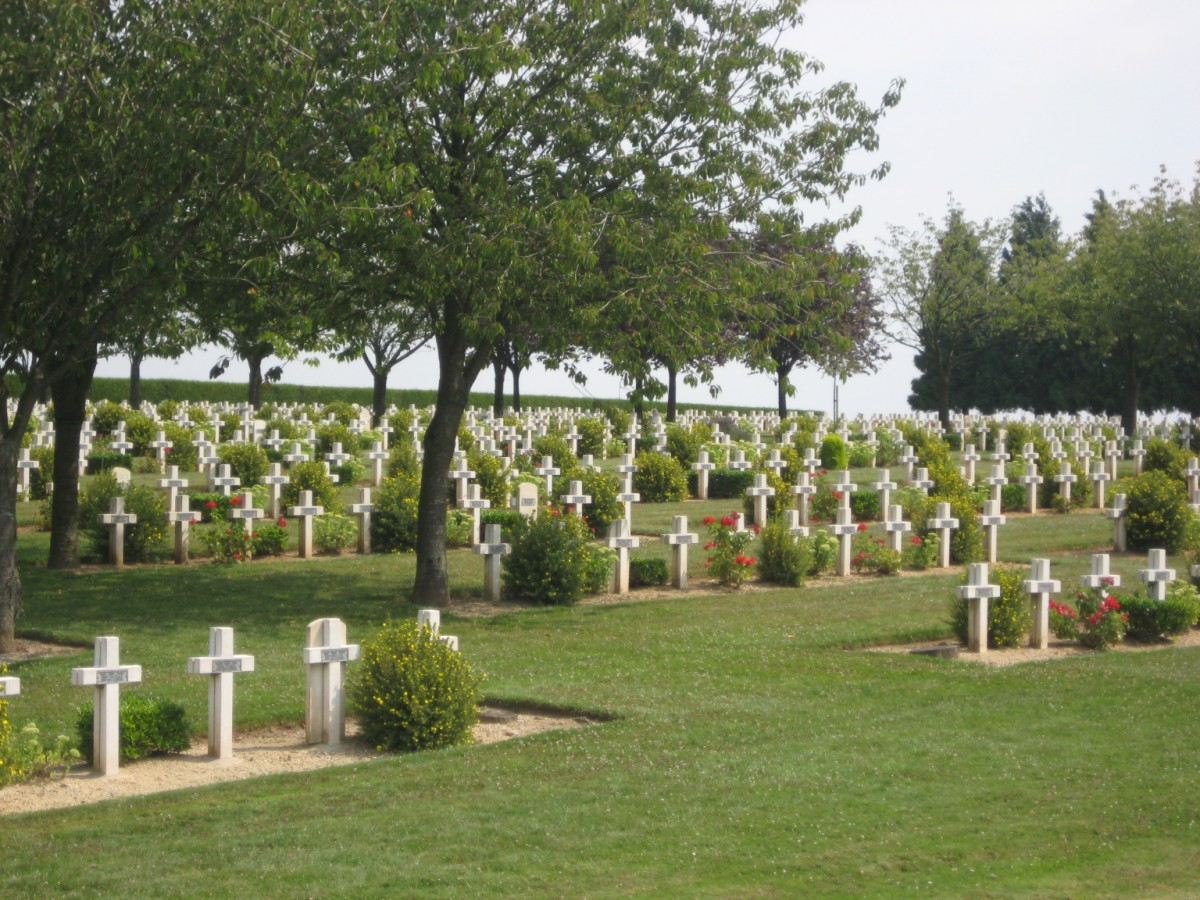

Elle rassemble sur une superficie de 2,8 ha, 8 566 dépouilles de soldats français dont 5 327 dans des tombes individuelles et 3 223, dans quatre ossuaires.
Après 1945, des sépultures isolées provenant de cimetières communaux (Flixecourt, Bus-la-Mésière...) y ont été transférées.
C'est la plus importante, en nombre de sépultures, des nécropoles françaises du département de la Somme. C'est le plus important cimetière militaire français de la Grande Guerre situé dans le département de la Somme, pour le nombre de victimes ensevelies.
Trois civils et un soldat français tués pendant la Seconde Guerre mondiale y sont également inhumés.

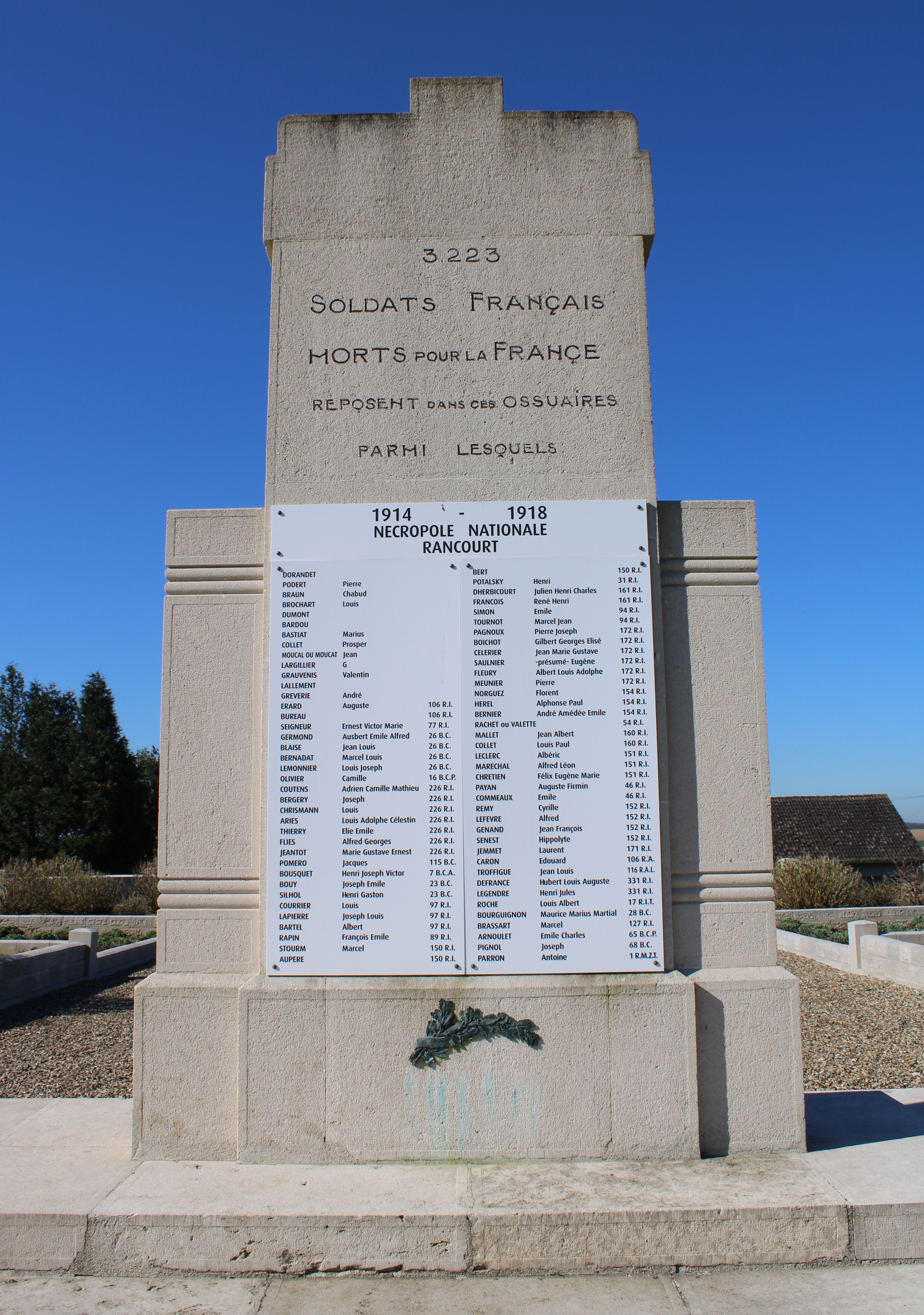
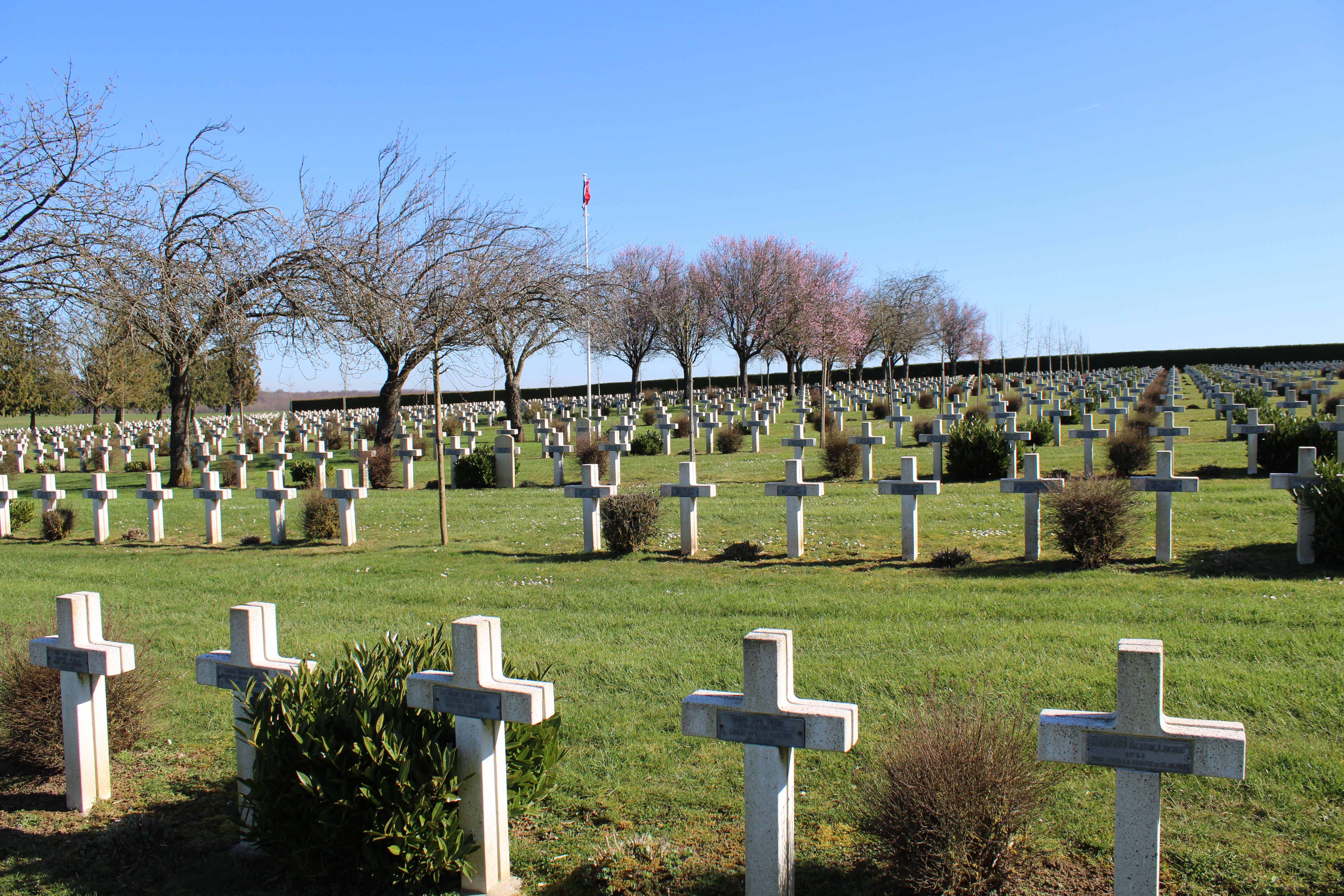
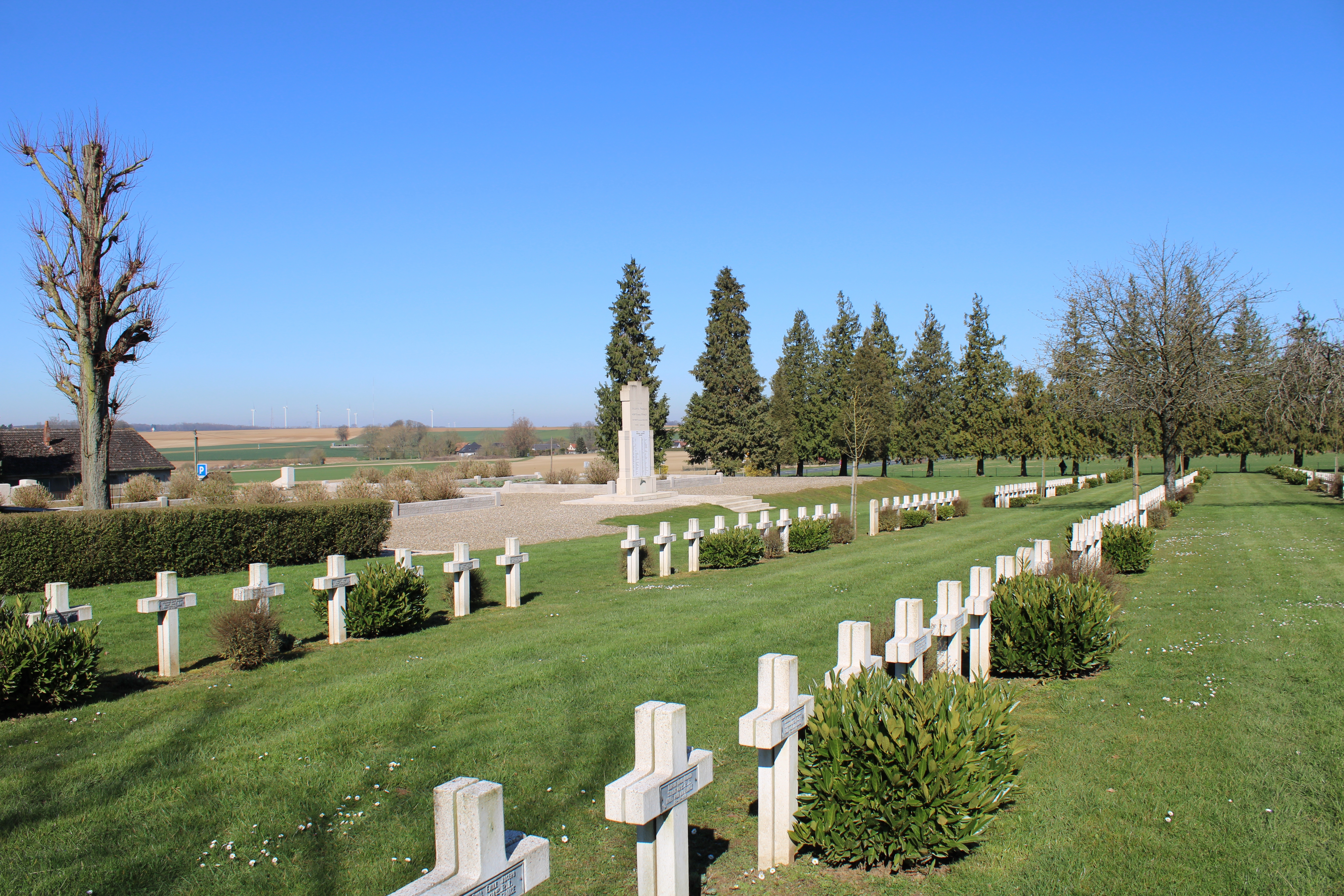
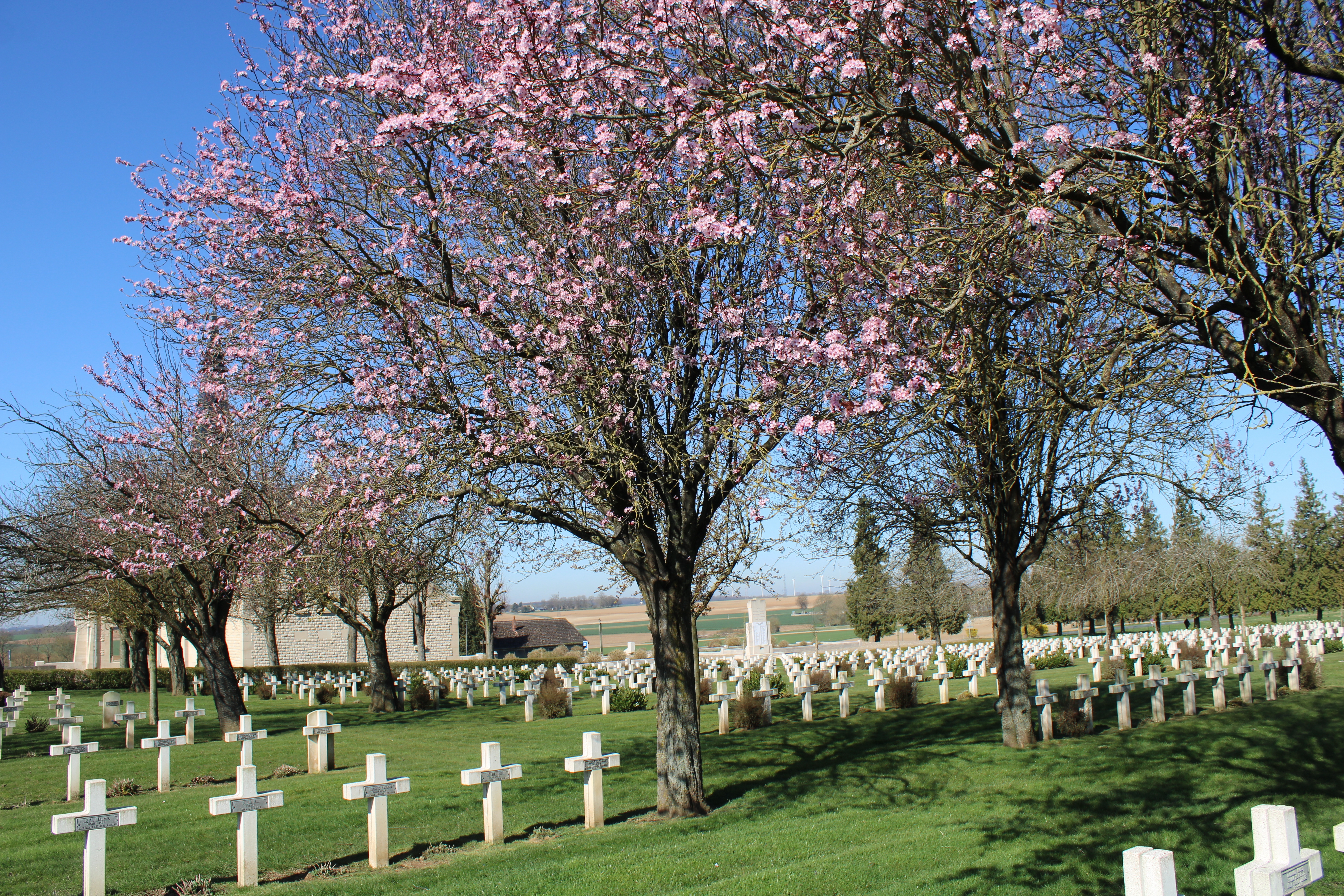
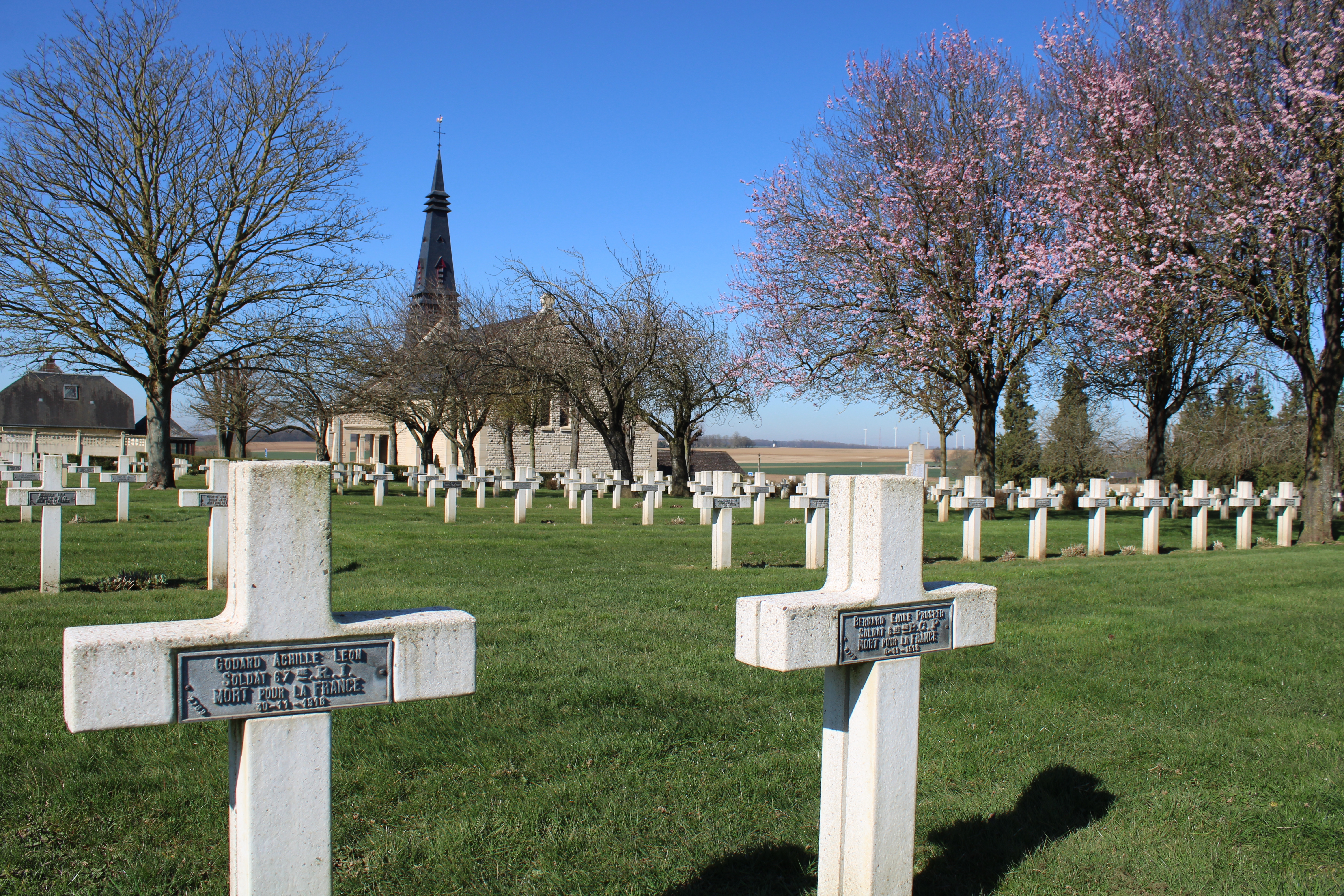

### La chapelle
Construite au bord de la route Péronne-Bapaume, elle fait office de mémorial (il n’existe pas de mémorial national pour les morts français de la Bataille de la Somme  ni pour ceux de la Bataille du Kaiser ni pour ceux de la contre-offensive alliée de l’été 1918). Le tympan du portail d'entrée porte cette inscription : 

« Aux officiers, sous-officiers et soldats tombés dans les Batailles de Picardie de 1914 à 1918.
 La Patrie reconnaissante - Le Souvenir français »

Sur les murs extérieurs de l'entrée sont inscrits sur des plaques commémoratives, les noms des unités ayant combattu dans les Batailles de la somme de 1914 à 1918.
L'intérieur de la chapelle est orné de vitraux réalisés par les ateliers Mauméjean représentant : Louis IX, Jeanne d'Arc, Thérèse de Lisieux et Vaast d'Arras. Ces verrières sont protégées en tant que monuments historiques au titre d'objets : inscription par arrêté du 8 octobre 1996.
On y trouve également des plaques portant le nom de soldats disparus. Sur les murs, des plaques commémoratives ont été apposées par les familles de défunts. Jean du Bos y a été inhumé sous une pierre tombale.
Depuis 1937, la gestion et l'entretien de la chapelle sont confiés au Souvenir français. Chaque année, le deuxième dimanche de septembre, Le Souvenir français y organise une cérémonie commémorative.
La chapelle du Souvenir Français est protégée en totalité au titre des monuments historiques : inscription par arrêté du 14 septembre 2016

### Galerie

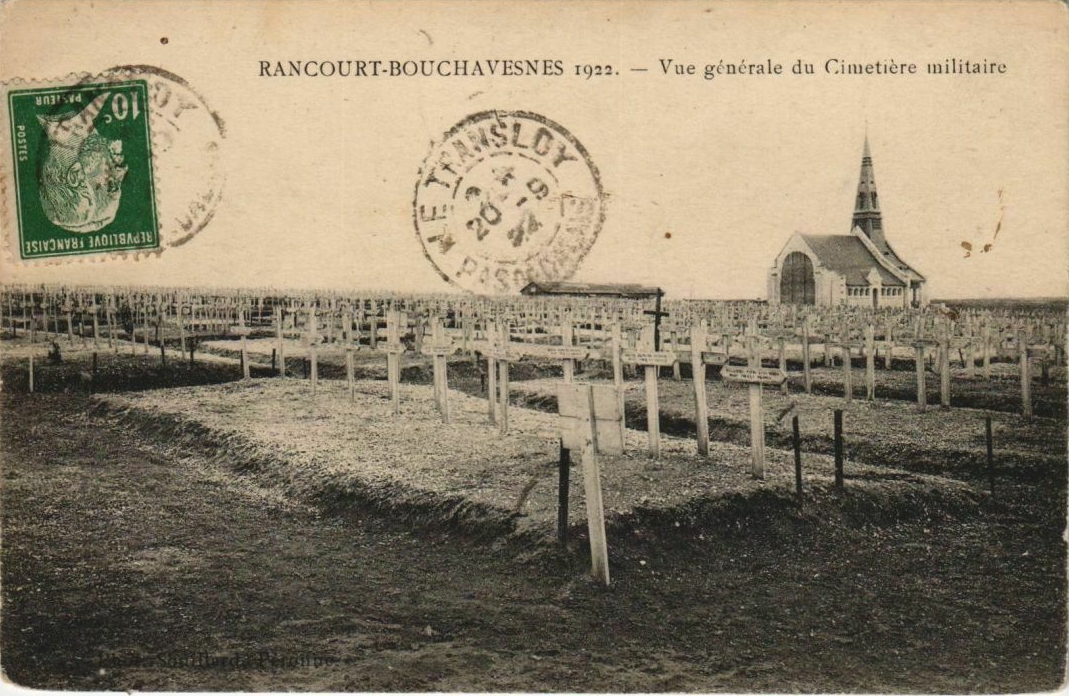
Carte postale de la nécropole et de la chapelle en 1922.
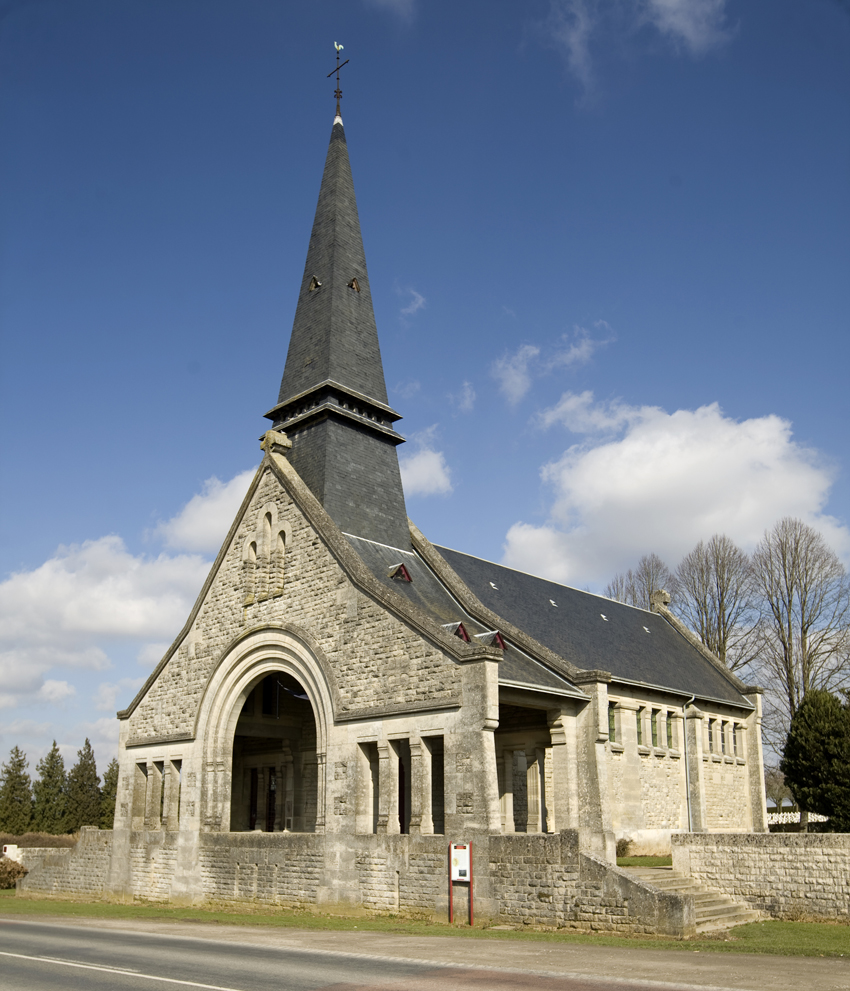
La chapelle actuelle.
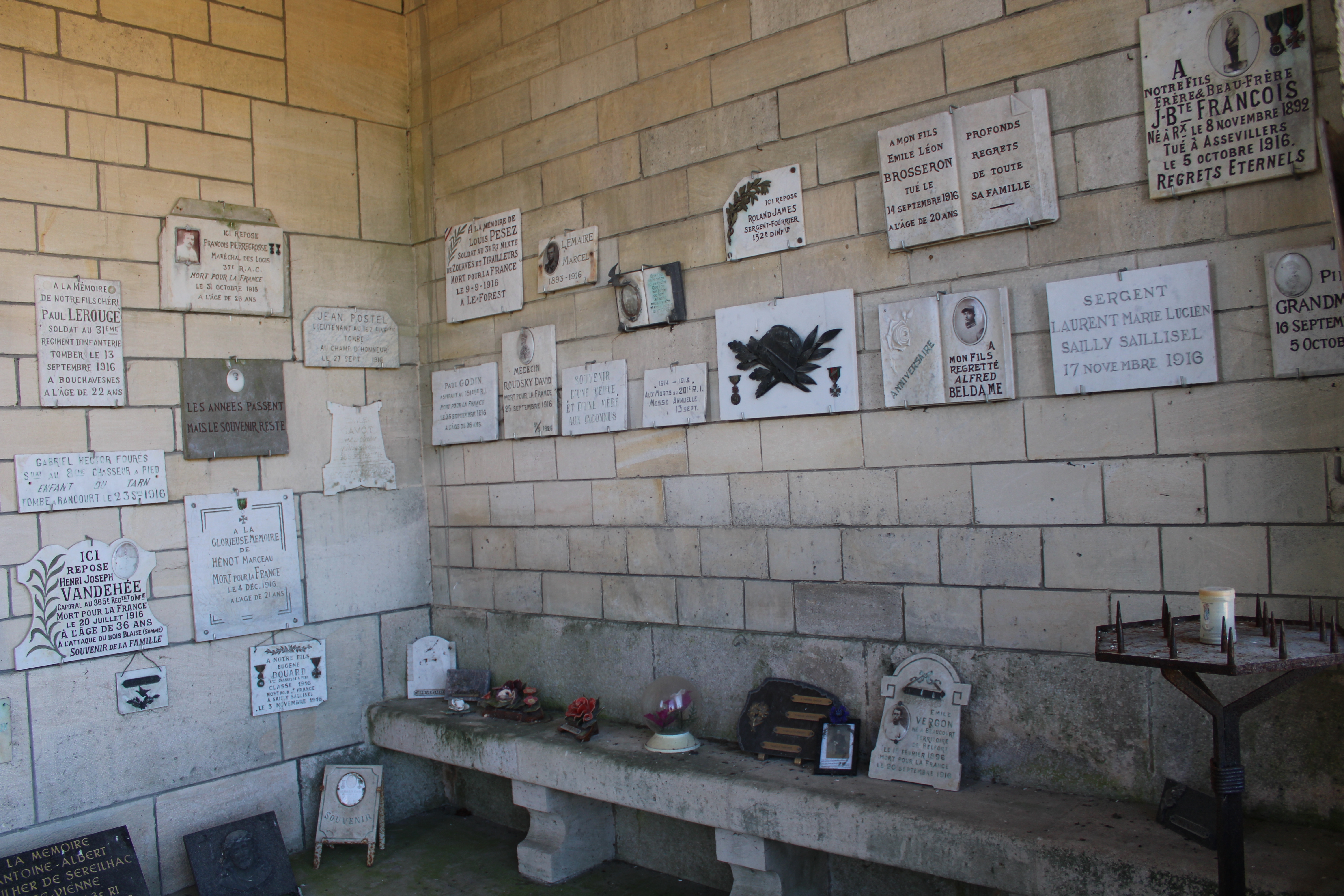
Ex-voto dans l'espace-souvenirs de la chapelle.

### Centre d'interprétation sur les religions dans la Grande Guerre
Un Centre d'interprétation sur les religions dans la Grande Guerre est ouvert aux visiteurs du 15 avril au 15 octobre de chaque année. Une exposition permanente est installée dans l'annexe latérale de la Chapelle est composée d'une quinzaine de panneaux explicatifs (textes, photographies, iconographie, etc.) ainsi que de vitrines (objets, documents, etc.).
Ce parcours pédagogique montre l’engagement, le soutien et la place des religions – en tant qu’institutions, doctrines, croyances et communautés – dans la société française en guerre (à l’avant, parmi les soldats, et à l’arrière, chez les civils). Les principales religions, sont présentées de manière transversale et thématique ; dans une perspective historique, sociologique et anthropologique ; avec une approche comparative (France, Grande-Bretagne et Allemagne – et les colonies).